# Fengshen

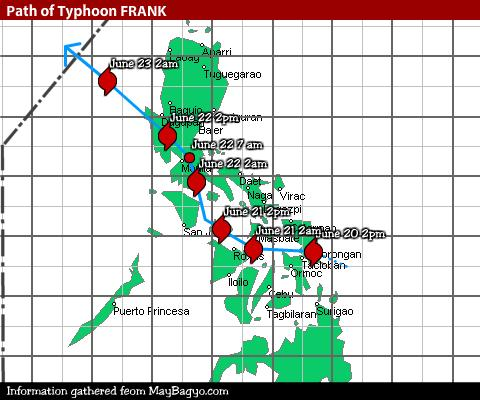
Het pad dat de tyfoon volgde door de Filipijnen

Fengshen (PAGASA codenaam Frank) was een tyfoon van de derde categorie in 2008. De tyfoon had een verwoestend effect in de Filipijnen en resulteerde in de dood van minstens 664 mensen. Daarnaast worden nog 1007 mensen vermist. Tijdens de tyfoon kapseisde de veerboot MV Princess of the Stars voor de kust van Sibuyan. Hierbij alleen al kwamen minstens 124 mensen om het leven. 730 opvarenden worden nog vermist.

## Het verloop van de gebeurtenissen
Fengshen ontstond als lagedrukgebied, dat op 16 juni 2008 ten oosten van het zuidelijke Filipijnse eiland Mindanao werd waargenomen door het Filipijnse weerbureau PAGASA. Twee dagen later de depressie geclassificeerd als tropische depressie. De dag daarop verhoogde PAGASA de status tot tropische storm en kreeg daarmee de naam Frank. JMA gaf het daarop de naam Fengshen, wat de Chinese naam voor "God van de Wind" is. Drie dagen na de eerste waarneming werd de status van Fengshen/Frank verhoogd naar tyfoon.
Fengshen bereikte op 20 juni de Filipijnen en was daarmee de 6e tyfoon in het land in 2008. Fengshen kwam aan land op Samar, een eiland in de centrale eilandengroep Visayas. De noordwestelijke koers van de tyfoon zou Fengshen, die op dat moment een maximale windsnelheid van 140 km/u met windvlagen tot 180 km/u had bereikt, precies over het zeer dichtbevolkte Metro Manilla voeren. Bij de eerste berichten over slachtoffers werd melding gemaakt van minstens 20 doden als gevolg van overstromingen en modderlawines. Latere berichten spraken van minstens 229 doden. De regio met de meeste slachtoffers zijn is de regio Western Visayas. De noodtoestand is uitgeroepen in de provincies Aklan, Antique, Iloilo en Capiz en in de stad Iloilo City. In Iloilo City moesten 30.000 mensen vluchten naar de daken van huizen toen een in de buurt gelegen stuwdam bezweek. Bijna tweehonderdduizend mensen zochten er onderdak in de 58 evacuatiecentra, omdat 135 van de 180 barangays onder water stonden, aldus interim-burgemeester Jed Patrick Mabilog.
De Regional Disaster Coordinating Council sprak maandagochtend 23 juni van 123 doden in de regio, waarvan 86 in Iloilo, 15 in Iloilo City, 12 in Antique, 6 in Capiz en 1 in Negros Occidental. 29 anderen raakten gewond en er werden 221 vermist. De provincie Iloilo rapporteerde maandagmiddag echter 107 doden, 16 gewonden en 128 vermisten.
Op het Bicolschiereiland moesten meer dan 200 duizend mensen zich in veiligheid brengen als gevolg van de tyfoon. De veerboot MV Princess of the Stars met 845 mensen aan boord liep vast op het eiland Sibuyan. De Filipijnse kustwacht stond hierbij machteloos als gevolg van de hoge golven. Er zijn enkele tientallen doden en overlevenden. Van de honderden vermisten is nog niets bekend.
Op 22 juni had Fengshen centraal Luzon bereikt, waarna de tyfoon zich op in de loop van de maandag van de Filipijnen af bewoog. Op maandag 23 juni 11 uur 's ochtend bevond de enigszins afgezwakte tyfoon zich op 300 kilometer ten noordwesten van Dagupan City. De verwachting is dat zij zich op 24 juni in de buurt van de oostkust van China zal bevinden